# 万坪乡
万坪乡，是中华人民共和国四川省乐山市峨边彝族自治县曾经下辖的一个乡。2020年5月，撤销万坪乡，将其所属行政区域划归大堡镇管辖。

## 行政区划
万坪乡撤销前下辖以下地区：
约嘎村和冷其村。